# Mors
Mors (Мор) — був раннім французьким виробником автомобілів та моторолерів (з 1895 р). Штаб-квартира була розташована в місті Париж. У 1925 році компанію купила фірма Citroën. У 1943 році компанія припинила виробництво автомобілів.

## Еміль і Луї Мори
У 1851 році Месон Міран засновує в Парижі фірму з виготовлення штучних квітів з металу, незабаром спектр пропонованої продукції розширився паровими прасками, потихеньку Міран починає займатися і виготовленням електричних приладів.
У 1874 році брюсселець Луї-Огюст Мор викуповує підприємство Мірана, Мор захоплювався електричними агрегатами, і незабаром розширює бізнес завдяки виготовленню електричних семафорів для залізничників. Семафори користувалися гарним попитом і навіть закуповувалися закордонними компаніями. У 1880 році важко хворий 54-річний Луї-Огюст передає кермо влади компанії своїм синам, двадцятип'ятирічному Луї і Емілю, якому тільки виповнилося двадцять один, попутно брати переносять підприємство з паризької вулиці Сен-Мартін в нові приміщення по вулиці Театральній.
Фірма займалася випуском телефонних і телеграфних апаратів, генераторів, лампочок розжарювання та інших електроприладів, у тому числі і промислових, але передову французьку компанію не могла минути мода на сучасну забаву — автомобілі. Не дивлячись на те, що в 1884 році у Франції Едуаром Делямар-Дебутвіллем будується перший автомобіль з ДВЗ (на цілих два роки раніше Бенца, також саме французами в лютому 1884 року був запатентований автомобіль, але це не завадило німцям відкрито заявляти про те, що першим був Бенц), брати Мори пробують свої сили в 1885 році в побудові парового саморушного екіпажу. Це був трицикл за подобою аналогічного транспортного засобу, побудованого Леоном Серполле, тільки більш досконалий, головна відмінність була в тому, що вперше паливом для розігріву котла служили нафтопродукти, а не як у Серполле — кокс або деревина. До котла було підведено вісімнадцять вертикальних трубок, на кінці кожної з них був ґніт, тим самим можна було регулювати подачу вогню: тобто піддати жару або навпаки знизити інтенсивність нагріву. Перегріта пара йшла через мідну котушку до розташованого вертикально в задній частині двигуна, від якого тяга передавалася на задні колеса безпосередньо від колінвала. Управлявся цей трицикл за допомогою румпеля, але при цьому на паровик була встановлена рульова рейка, яка на автомобілях з'явилася тільки в 1930-х роках (першими були айзенахські автомобілі марки BMW). Конструкція була непоганою, і брати за наступні десять років побудували ще сім подібних паровиків, один з яких був у використанні до 1904 року. Не забували брати і про свою основну професію, в тому ж 1885 році на виставці в Амстердамі Мори отримують золоту медаль за сконструйоване ними динамо.

## Заснування компанії. Початок виробництва автомобілів

Mors 6HP, що мав кузов ландоле

У 1886 році в Société Anonyme d'Electricité et d'Automobiles Mors приходить працювати креслярем молодий і талановитий, але в той же час запальний і гордий, інженер Шарль-Анрі Бразьє (його прізвище перекладається як «полум'я»), недавній випускник Школи мистецтв і ремесел в Шалоні, який встиг попрацювати в компаніях Perin, Panhard & C, що виробляла деревообробні верстати, а також в залізничному Compagnie des Chemins de Fer Paris-Orléans. У 1892 році фірма вперше експериментує в ДВЗ, який встановили не на дорожній екіпаж, а не рейковий вагон. У 1894 році на задньому дворі компанії збирається бензиновий 6-сильний двигун з V-подібним розташуванням чотирьох циліндрів, конструкторською особливістю цього двигуна було повітряне охолодження блоку і рідинне головки. Оскільки мотор був побудований фірмою, що спеціалізувалася на електротехніці, то як запалювання використовувалася індукційна котушка запалювання, а не примітивні гартівні трубки, як на продукції лідируючої тоді фірми Panhard et Levassor, ще однією особливістю двигуна була наявність динамо, яке приводилося в дію ременем, динамо заряджало акумулятор, який в свою чергу живив котушку запалювання, тим самим Еміль Морс створив систему зарядки бортової мережі автомобіля, яка використовується і донині. Через два роки за участю Бразьє був готовий і перший автомобіль з ДВЗ, який дебютував на 4 Паризькій велосипедній виставці 1896 року.

Mors 6HP 1898 року

У 1897 році Бразьє будує і двоциліндрову модель, потужністю в п'ять к.с., а 24 липня 1897 року проходив 170-кілометровий марафон за маршрутом Париж-Дьєп. У змаганнях брали участь Еміль Мор на 2-місному 5CV з двоциліндровою тягою, Мутер і В'яр на чотирициліндровій машині з чотирма посадковими місцями. Мор приходить в загальному заліку вісімнадцятим, але сьомим у своєму класі, показавши середню швидкість в 32 км на годину, його товариші фінішують відповідно 34 і 36, що не завадило їм посісти шосте і сьоме місце в своїй категорії, тоді класи розподіляли за кількістю посадочних місць разом з водієм. Трьома тижнями пізніше Еміль Мор, Андре Мішлен і Марсель Каєн приходять відповідно 12, 19 і 26 в перегонах Париж-Трувіль, після чого Еміль Мор стає завсідником різних транспортних змагань (тоді з автомобілями разом брали участь і трицикли, і мотоцикли), причому за кермо сів і старший брат — Луї Мор. Однак травневі змагання Париж-Бордо стали останніми перегонами для Еміля Мора, під час гонки біля Ангулема він налетів на повному ходу у віз, що стояв на дорозі. Штурману Мора — Туссену пощастило, оскільки він практично не постраждав, а Еміль зламав ключицю. Щоб допомогти своєму товаришу, Альфред Вельг зупиняє свій Mors і надає Мору першу допомогу, тим самим позбавляючи себе можливості посісти призове місце.
У 1898 році збирачем двигунів на фірму влаштовується молода людина на ім'я Луї Жозеф Шевроле, він народився в Швейцарії, але коли хлопчикові було шість років, його сім'я перебралася в Бургундію (Франція). Ще в юнацтві він захопився велосипедами, незабаром він і сам став збирати їх і продавати під маркою Frontenac (по імені губернатора французьких земель у Північній Америці в XVII столітті). Коли двадцятирічний Шевроле прийшов працювати на Mors, за його плечима був досвід роботи в автомобільних компаніях типу Darracq, Hotchkiss і Dion-Bouton. Швейцарець показав себе з позитивного боку, і Еміль Мор відправляє молоду людину в представництво фірми в канадському Монреалі. Луї Шевроле пропрацював там шість місяців на посаді шофера-механіка, після чого звільнився з колишнього місця роботи і переїхав до США, де в Нью-Йорку влаштувався на франко-американському підприємстві De Dion-Bouton Motorette Company.
У 1899 році Шарль-Анрі Бразьє, що став на той момент головним конструктором компанії, будує по-справжньому спортивну машину, яка за подобою беззастережного лідера автомобільного світу Panhard et Levassor отримала переднє розташування двигуна. 4.2 л мотор автомобіля, потужністю в 16 к.с., за традицією фірми Mors мав V-подібне розташування чотирьох циліндрів, причому успадкував цей мотор й іншу фамільну рису — роздільне охолодження блока і головки (повітряне та рідинне відповідно). На «Тур де Франс» 1899 року, протяжністю в 2 170 км, від фірми було заявлено чотири екіпажі, захищати честь марки було довірено Камілю Дженатці (відомий бельгійський гонщик, який якраз почав свою гоночну кар'єру з цієї марки, його життя обірвалося в 1913 році, коли на полюванні його друзі переплутали його зі звіром і вистрілили в кущі, де він сидів у засідці), Антоні, Броку і «Левегу» (псевдонім Альфреда Вельга). Але, не дивлячись на те, що Левег і Дженатці приходять всього 8 і 9 в класі важких автомобілів. Еміль Морс (який хоч і був молодший Луї, але керував автомобільною компанією) не засмучується, і запускає, трохи модернізувавши, автомобіль в серію (модернізація звелася до установки керма замість румпеля). До цього моменту за ворота заводу виїхав двохсотий автомобіль марки Mors. Наприкінці липня того ж року на перегонах Париж-Сен-Мало компанії нарешті вдається виграти, Антоні і Левег приходять першими до фінішу, випередивши не найвидатніших гонщиків, що виступали на «Панарах». У марафоні Париж-Остенде Левег, що виступав за Mors, приходить одночасно до фінішу разом з Жирардо, який представляв автомобілі постійного конкурента, так що на п'єдесталі пошани стояло два супротивника.

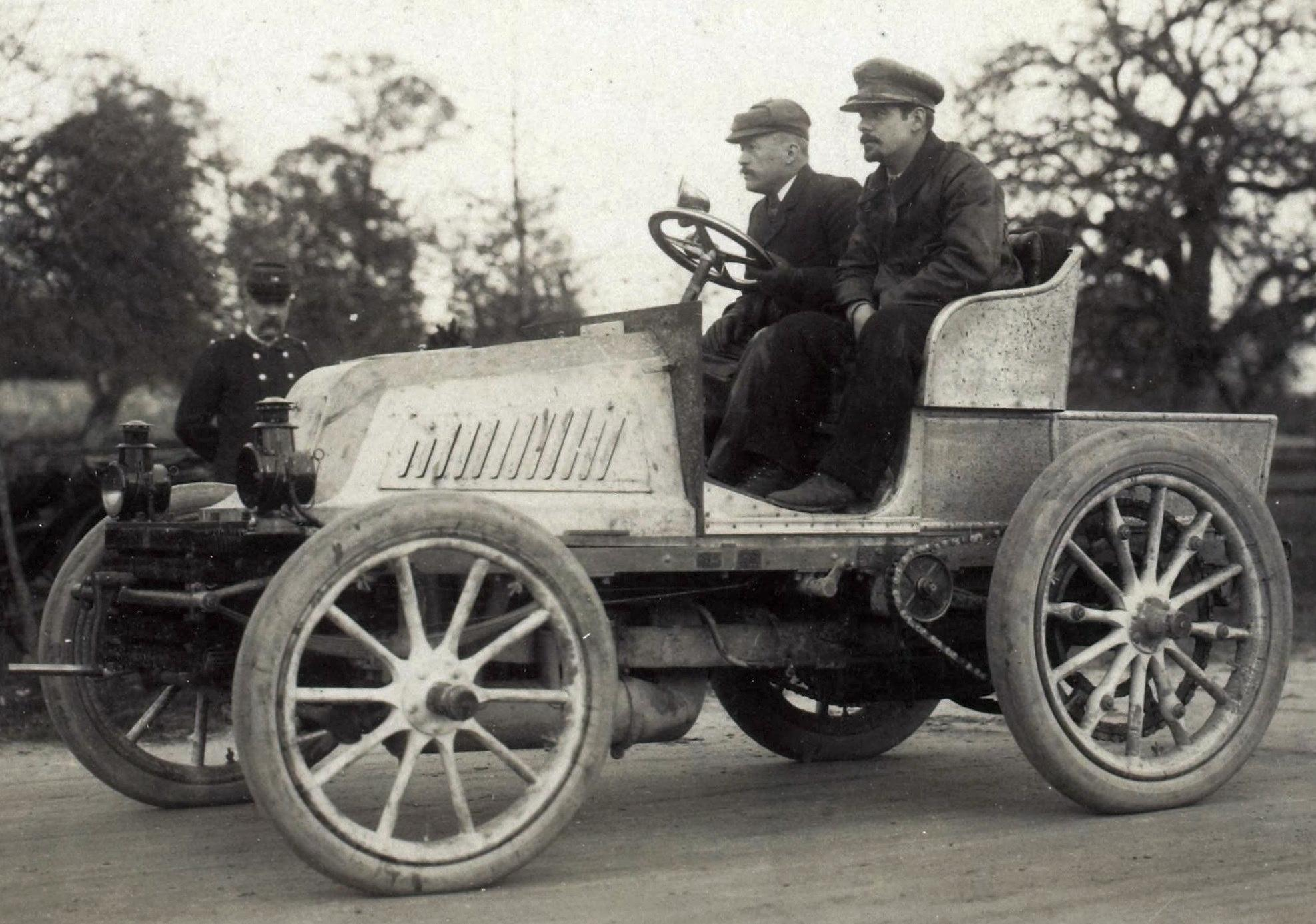
Mors 24/28HP

У 1899 році модельний ряд розбавляється найдешевшою і маленькою машиною класу «вуатюрет», в задній частині кузова розташовувався двоциліндровий 850-кубовий мотор, потужністю 4 к.с., двоступенева коробка передач приводила в дію задні колеса за допомогою ланцюга, хоча на машинках такого класу часто були і ремінні передачі. Як і більші побратими, цей малолітражний автомобіль мав запалення від магнето, а також генератор. Оскільки фірма спочатку була електротехнічною, то спробували брати свої сили і в побудові одного з перших гібридів, також експериментували вони з електромагнітним зчепленням. Автомобілі, що мали відмінну репутацію, непогано розходилися, в 1900 році в Лондоні відкривається дочірнє підприємство Mors Automobiles Ltd, саме в цьому році членом парламенту Великої Британії стає Уінстон Черчилль, який купує перший автомобіль у своєму житті, і робить свій вибір на користь продукції фірми Mors з рекомендованим кузовом ландоле. Автомобілі цієї марки не можна було назвати дешевими, а тому в Англії автомобілі місцевого виробництва одягалися в кузови фірми Thrupp and Maberly, яка вела свій родовід аж з 1760 року і продукцією якої користувалися найясніші особи Європи. Так в 1896 році карету у цієї компанії собі замовила королева Іспанії, пізніше ця фірма буде одягати в красиві стрімкі кузови манірні лімузини фірми Rolls-Royce. Через три роки Черчилль змінить французьку машину на німецьку продукцію — Mercedes, але всі його машини управлялися шоферами, сам майбутній прем'єр-міністр Великої Британії навчився керувати автомобілем тільки в 1923 році, цього разу вже за кермом британської марки — Wolseley.

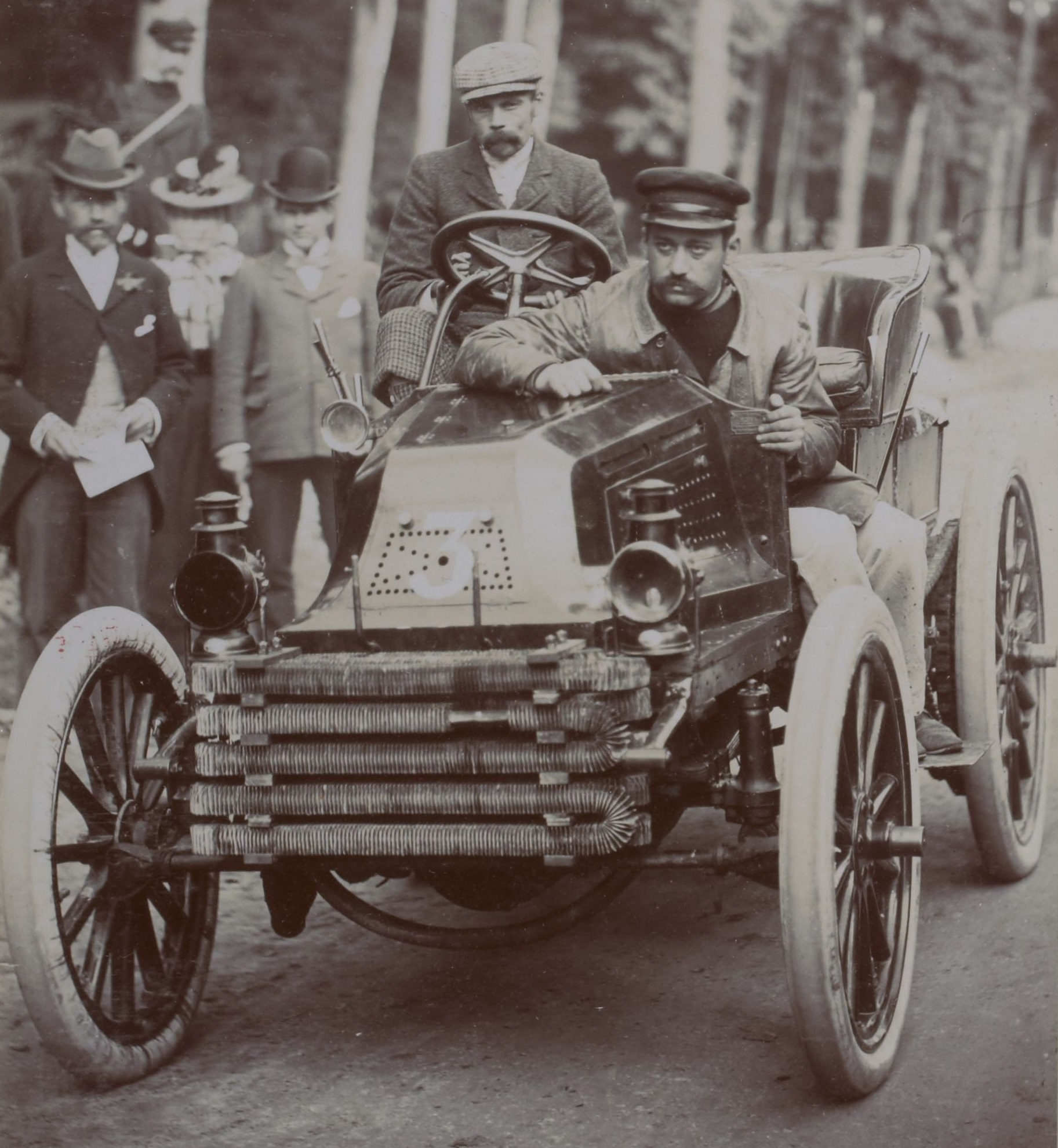
Mors 24/28HP, на якій в 1900 році ганяв Левег

У 1900 році будуються три 24-сильні машини з моторами, об'ємом 7.3 л, які беруть участь у 1350 км перегонах Париж-Тулуза-Париж, «Левег» приходить в них першим, вперше обійшовши автомобілі марки Panhard et Levassor, за якими закріпилася слава непереможних. Інші дві машини приходять на 5 і 8 місці, але, не дивлячись на успішні виступи гонщиків, що представляли цю марку, Автомобільний клуб Франції викреслює зі списку претендентів на участь у Кубку Гордона Беннетта фірму Mors.

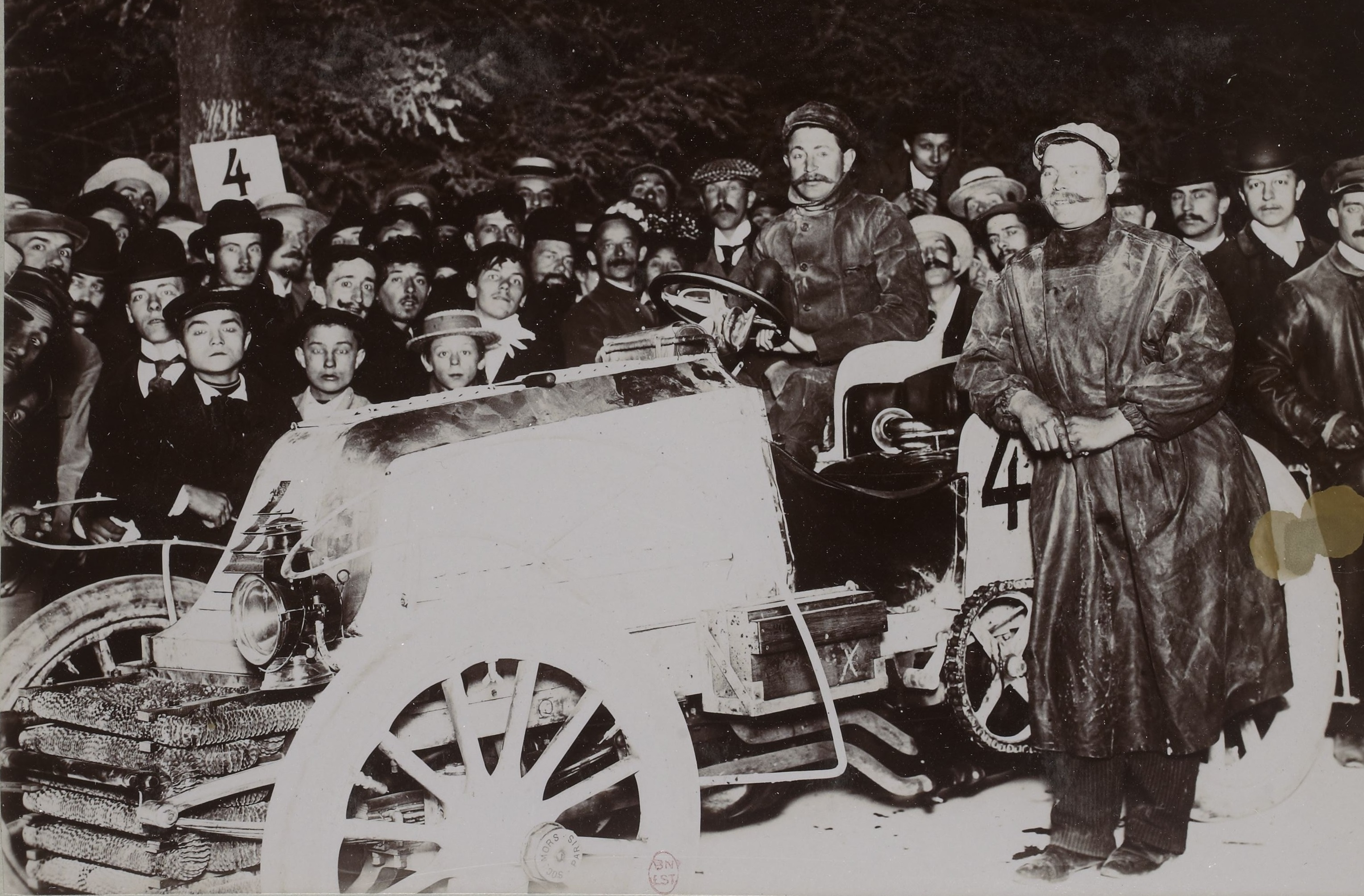
Анрі Фурньє за кермом свого Mors Type Z 60HP під час гонок Париж-Берлін

У 1901 році повинен був пройти марафон Париж-Берлін, Бразьє бажав, щоб то не стало, остаточно поставити Panhard et Levassor на місце, він будує 60-сильну машину з 9.2 л чотирициліндровим мотором, яка була офіційно заявлена як 28-сильна. Її випробовували в бойових умовах на перегонах Париж-Бордо, що проходили 29 травня, на нових машинах виступав Жиль Усжьє, барон де Катер і Анрі Фурньє, до фінішу з них доїжджає тільки Фурньє, але зате першим. Приходить час марафону Париж-Берлін, крім Фурньє брати участь у них їдуть Левег і Шарль-Анрі Бразьє, в попередній реєстрації числився 171 автомобіль, але на ділі прибуло 110 учасників, самі перегони проходили у три етапи: Шампіньї-Екс-ла-Шапель (455,8 км), Екс-ла-Шапель-Ганновер (443,2 км) і Ганновер-Берлін (297,6 км). Якщо по дорогах Франції гонщики могли гнати щодуху, оскільки французькі дороги були тоді не тільки найкращими в Європі, але й у світі, то в Німеччині довелося їхати обережно, щоб не знищити всі свої запаси покришок. 75 % учасників ралі покришками постачав Андре Мішлен, який сам ще кількома роками раніше брав участь в гонках. До фінішу дійшло всього 43 екіпажі, першим з яких був Фурньє, обійшовши на півгодини Леонса Жирардо, що фінішував за ним і виступав на Panhard et Levassor, у машини Левега під Турою зрізало шестерінки трансмісії, так що з гонки він вибув. Також виступаючий на французькій машині англієць Чарльз Роллс приходить у цих перегонах 19 в класі автомобілів і 29 в загальному заліку. З Бразьє відбувається нещасний випадок, коли він під'їжджав до Реймсу, на дорогу вибігла дитина, щоб подивитися ближче на автомобіль гонщика, що наближався на повному ходу. Бразьє не встиг вчасно зреагувати і збив її, при цьому він продовжив гонку і прийшов до фінішу четвертим, пізніше суд виправ його, звинувативши організаторів в недостатній охороні дороги від роззяв. Крім кубка Кайзера, Фурньє отримує й призи від герцога Люксембурзького і міста Ганновера, після нагородження в Берліні Фурньє повинен був зробити коло по вулицях Берліна, демонструючи чемпіонський автомобіль, але цього не було зроблено, оскільки як тільки француз рушив у його машини обірвався трансмісійний ланцюг. В черговий раз Mors обійшов автомобілі марки Panhard, таким чином змусивши говорити про себе, як про виробника спортивних автомобілів. Щоб підтримати імідж, Мори припиняють виробництво 2-циліндрових автомобілів, пропонуючи виключно 4-циліндрові автомобілі, потужністю від восьми до 22 к.с..

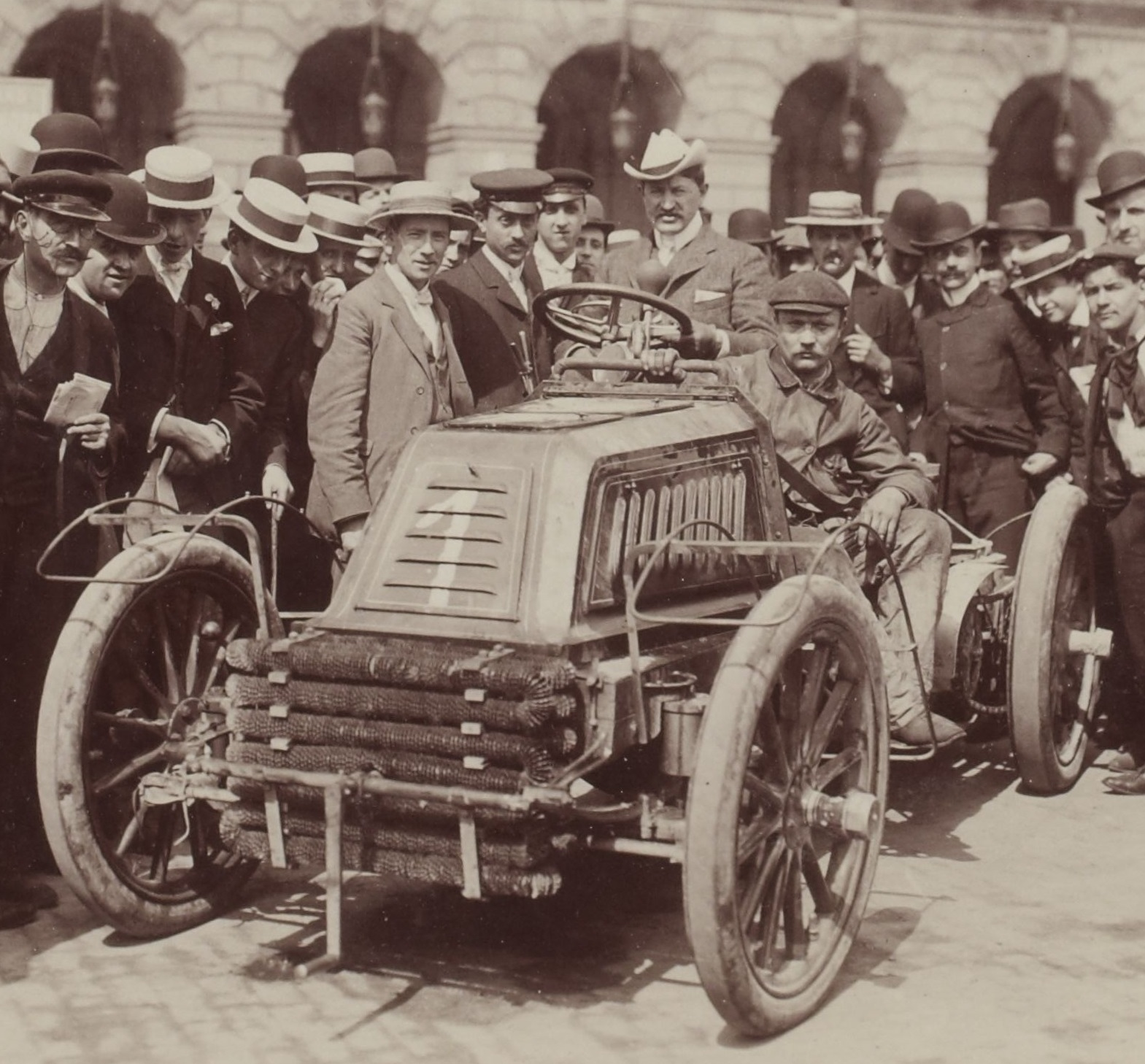
Mors Type Z 60HP, побудований для гонок Париж — Відень

У листопаді 1901 фірму, яка тільки обзавелася спортивним іміджем, покидає головний ініціатор участі компанії в спорті — Шарль-Анрі Бразьє, образившись на те, що йому не підвищують платню, а керівництво просто не могло платити йому бажану суму через надмірні витрати на спортивну програму фірми. Також у конфліктного і честолюбного Бразьє постійно траплялися сварки з улюбленцем босів — гонщиком Фурньє, Бразьє переходить працювати на Richard, пізніше рейдерськи він стане господарем цієї компанії. На його місце приходить Жорж Террасс, який модернізує флагмана фірми, він проектує 4-ступінчасту коробку передач, де останній ступінь був прямою передачею, крім цього машину оснащують вперше в світі мастильними амортизаторами. Автомобілі, які мали підвіску, що недалеко пішла від застосовуваної на гужовому транспорті, сильно трясло на великих швидкостях, інженер Mors вирішив встановити демпфери як спереду, так і ззаду, причому ззаду було встановлено по два амортизатора на колесо. Оновлена машина була виставлена на марафон Париж — Відень, де Mors 60HР показав дуже непогану середню швидкість, Фурньє проходив в середньому по 114 км за годину, їдучи з Парижа в Прованс, а в Провансі з Фурньє злий жарт зіграла інноваційна 4-ступенева коробка передач, яка розвалилася. Разом з Фурньє з членів команди фірми Mors до першого чек-пойнта не дійшли: Чарльз Роллс, Фоксхолл Кін, Фернан Габріель, Френьяк і д'Орно. У молодого 24-річного американця Вільяма Вандербільта-молодшого, який був з родини мільярдерів і який придбав собі новий Mors, проблеми трапилися з двигуном, а не з трансмісією, під час сутички з Шодаром, що їхав на Panhard, у Вандербільта заглох мотор, він більше години ремонтував, перш ніж зміг його завести, прибувши на чек-пойнт, у нього знову заглохла машина. Завдяки тому, що чек-пойнт другого етапу був в горбистій місцевості, Віллі став штовхати машину з гірки, йому вдалося завести її, при цьому повністю знищивши гальмівні накладки, так що решту шляху довелося долати практично без гальм, в результаті він прийшов шістдесятим в тих змаганнях. Барон де Катер фінішував вісімнадцятим в загальному заліку, а Ожьє — 26, а виграв у тому марафоні француз Марсель Рено на машині власної конструкції. Наприкінці липня проходили перегони в Арденнах, в яких виграє Шарль Жарро, що управляв 70-сильним «Панаром», другим і третім приходять Фернан Габріель і Віллі Вандербільт, причому останньому коштувало зусиль взагалі дістатися до фінішу. Хтось пробив обидва радіатора його машини і зламав механізм перемикання передач, йому довелося п'ять разів зупинятися для заповнення водою радіаторів, а важіль він взагалі закріпив мотузкою, зафіксувавши його на четвертій сходинці. Віллі був не зовсім здоровий, тижнем раніше в нього потрапили камені з-під коліс 60-сильного Renault, залишивши на ньому глибокі рвані рани. У серпні 1902 року Вандербільт, який вирішив стати першим американцем-рекордсменом, в районі Шартра розганяє свою машину до 122,5 км на годину, встановлюючи рекорд швидкості, досягнення американця не протрималося довго, оскільки Фурньє через кілька місяців на такій же машині розганяється до 123,3 км на годину, при цьому машина француза, на відміну від «американської», була оснащена фарами і крилами, а через кілька тижнів Ожьє також на Mors 60HP встановлює новий рекорд швидкості — 124 км на годину.
У 1902 році фірму покидає головний гонщик команди — Фурньє, який приєднується до компанії Hotchkiss, також ряди інженерного відділу рідшають через від'їзд в США Шарля Шмідта, який був третім за значимістю конструктором у фірмі Mors, Шмідта переманили до себе інші брати — Паккарди. Так що доводиться Террассу віддуватися одному, після відходу Бразьє виробництво двигунів з комбінованим охолодженням припиняється, але в той же час наступник продовжував використовувати ланцюгову передачу, а не карданний привід, також він встановив на двигуни примітивний багатокамерний карбюратор. До 1903 року він будує новий гоночний автомобіль також з 4-циліндровим двигуном, але об'ємом 13.6 л і потужністю 110 к.с., автомобіль отримує металеву штамповану раму, кузов автомобіля був виконаний в аеродинамічному стилі і походив формою на перевернутий човен. Цю машину, прозвану Dauphin, що перекладається як «дельфін», виставили на сумнозвісні гонки Париж-Мадрид, які через трагічні випадки було вирішено припинити в Бордо. Першою машиною, яка прибула в Бордо, якраз і був Mors, керований Фернаном Габріелем, який і став переможцем цього марафону. Його участь в гонках мало не зірвалася, оскільки незадовго до старту один велосипедист поставив свою парафінову лампу біля автомобіля Габріеля, під яким була калюжа бензину, вогонь спалахнув миттєво, його вдалося загасити, так що довелося гонщику виступати на закопченій машині, яка не постраждала фізично від пожежі. Другим тоді фінішував Луї Рено, що втратив у цих перегонах свого рідного брата, третім прибув Жак Салерон, що також виступав на «Дельфіні».

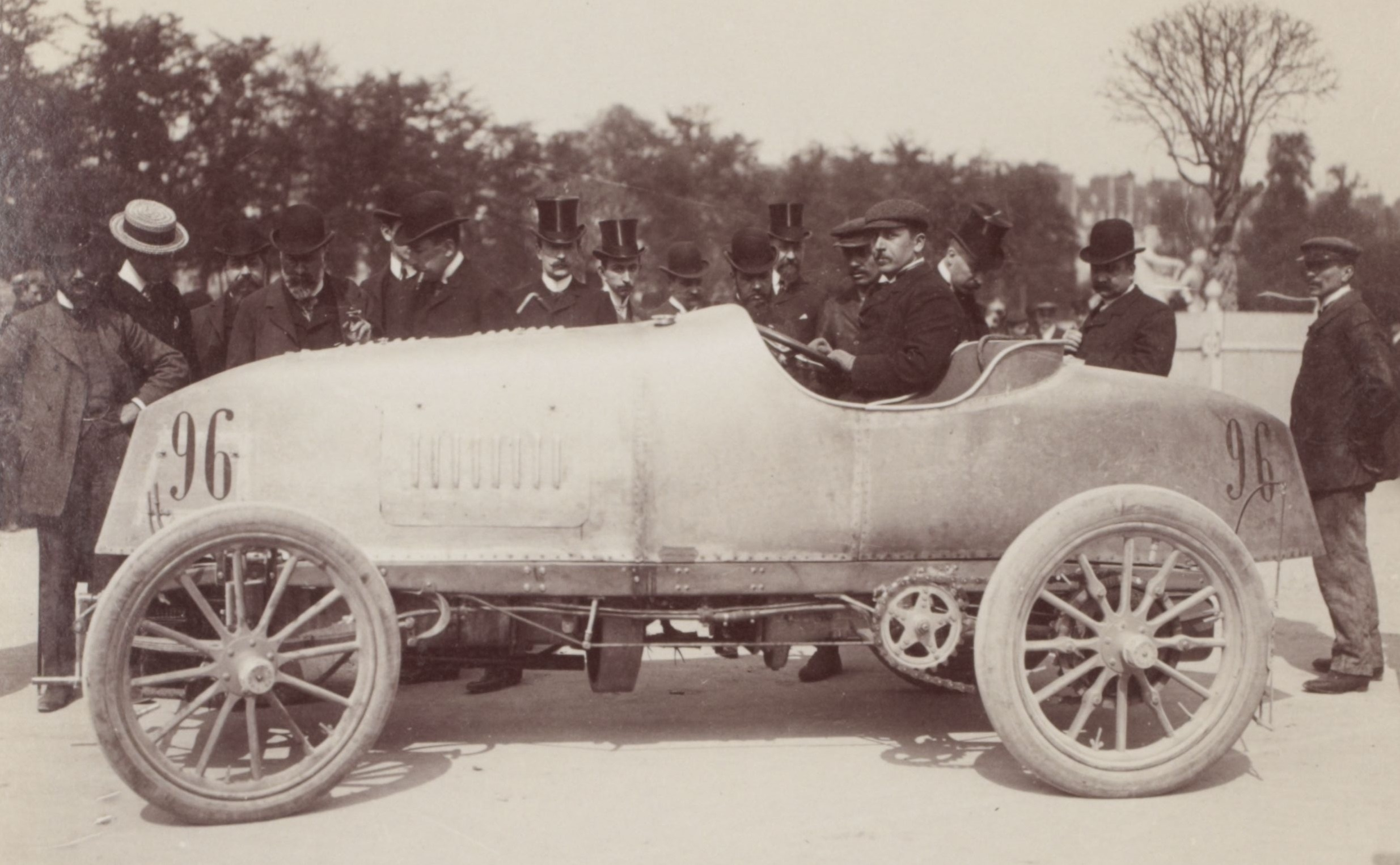
Mors 80/110HP Dauphin

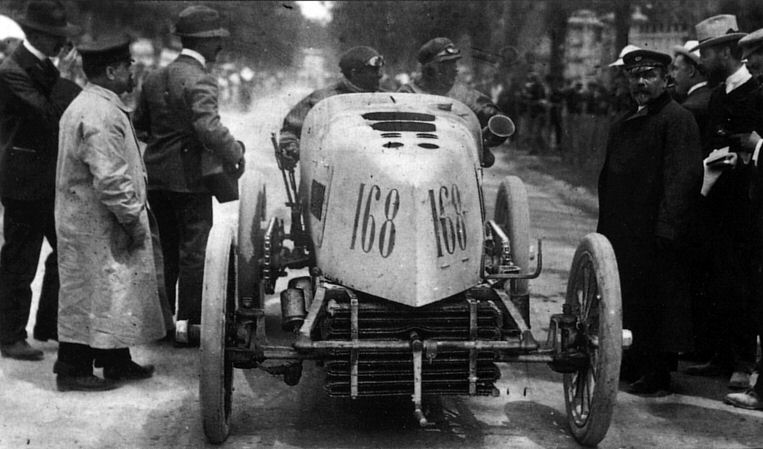
Фурньє під час гонки Париж-Мадрид, яка закінчилася в Бордо

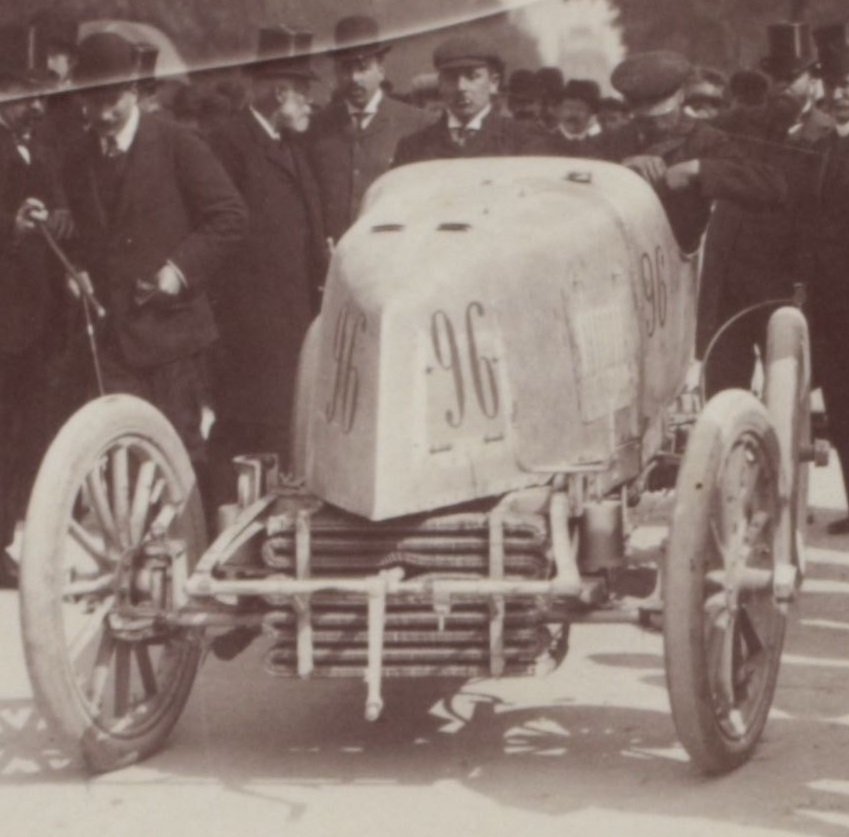
Mors 80/110HP

У 1904 році один із тринадцяти побудованих Mors Dauphin 110HP розвинув швидкість в 175 км на годину, встановивши світовий рекорд швидкості. На подібній машині роком раніше Чарльз Роллс встановив світовий рекорд швидкості для кілометрової відстані, за 1000 метрів британець розігнав злегка змінений зовні автомобіль до 135 км на годину.
У липні 1903 року заводський випробувач Фернан Габріель відправляється на 60-сильній машині в Ірландію, де проходили 4 гонки на Кубок Гордона Беннетта, разом з ним Францію представляли барон Рене де Кнюф і Анрі Фарман, обидва виступали на Panhard et Levassor. У цих перегонах могло брати участь тільки три гонщики від кожної країни. У 1903 році на гонки було заявлено дванадцять екіпажів, до фінішу дійшло всього п'ять, першим з яких був бельгієць Дженатці, що управляв німецьким Mercedes, замикаючим був Едж на Napier, а між ними розташувалися представники Франції, причому в повному складі: Рене де Кнюф, Анрі Фарман і Фернан Габріель, причому де Кнюф, що прийшов другим, відстав від лідера всього на 11 хвилин, Фарман, у свою чергу, відстав на одну хвилину від Кнюфа, а Габріель фінішував через двадцять хвилин після Фармана, Едж відстав від лідера майже на 3 години.

Mors 24/32HP 1904 року з кузовом типу Roi-des-Belges

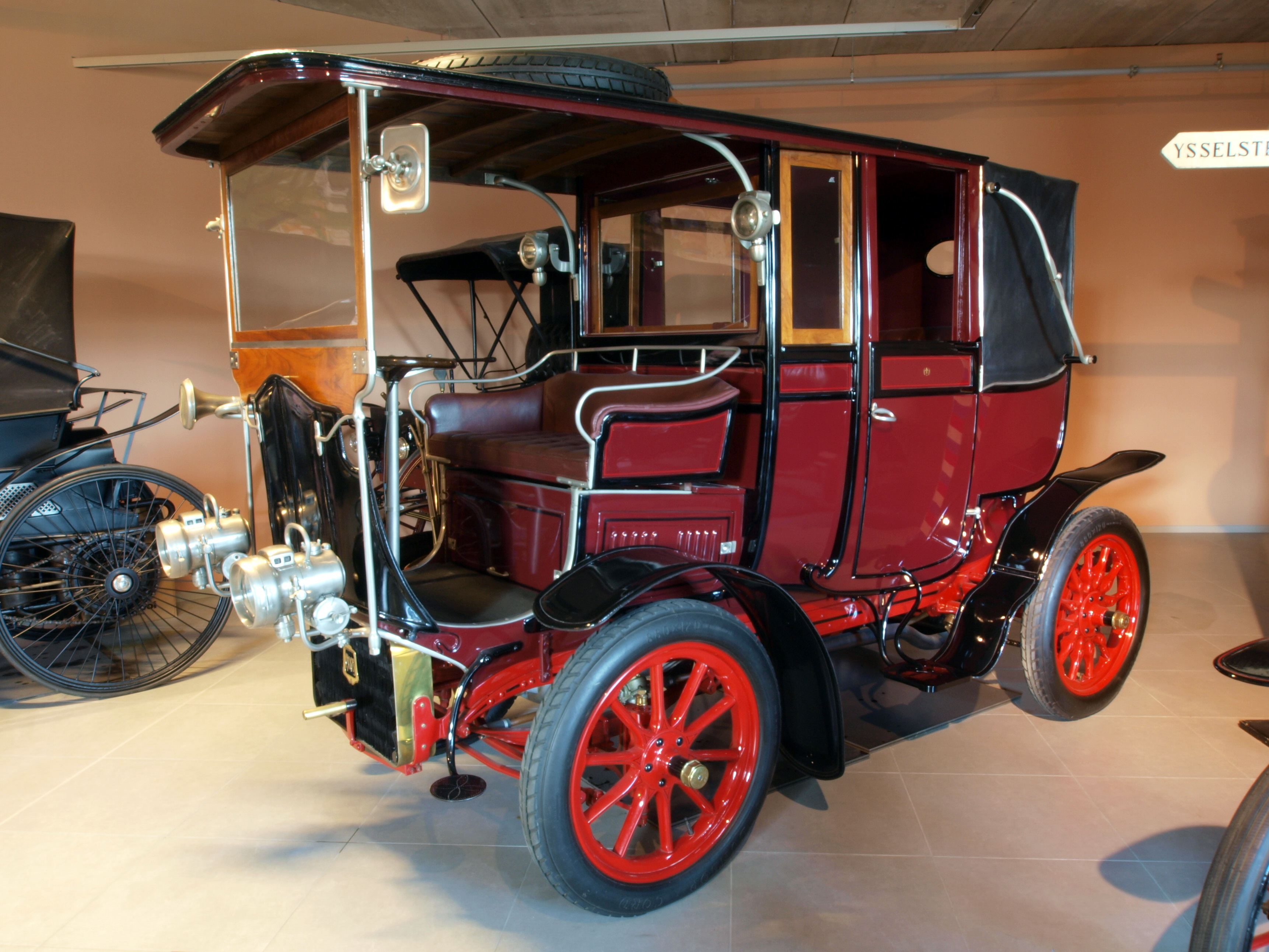
Mors 14/19HP з кузовом Landaulette Town Car, побудований паризькою кузовною компанією Rothschild

Наприкінці 1903 року від обтічних форм капота відмовляються, Террасс встановлює арочний радіатор, який незабаром з'являється на американських автомобілях марки Packard, ставши їх візитною карткою, трохи пізніше таким же дизайном радіатора скористається і Анрі Бразьє, вже на автомобілях марки імені себе. У 1904 році щодня за ворота заводу в Парижі виїжджало по два автомобілі, а пропонована моторизована продукція компанії не обмежувалася тільки легковими автомобілями, випускалися як невеликі вантажівки, так і двоповерхові омнібуси, на фірму працювало вже 1200 чоловік, а на момент, коли компанія тільки робила несміливі кроки в автомобільній промисловості, в ній було всього 200 працівників.
У 1904 році в США найбільший дилер імпортних автомобілів Нью-Йорка — Central Automobile Company, починає збірку з машинокомплектів автомобілів марки Mors, просували вони одну модель — 18НР, яка, як й інші автомобілі, мала 4-ступінчасту трансмісію.
До 1906 року модельний ряд складався з 4- і 6-циліндрових моделей, що мали відмінну якість, шестициліндрова 50НР оснащувалася 4-ступінчастою трансмісією, якою могли похвалитися навіть найслабші моделі. У цього шестициліндрового мотора була цікава особливість: водяний насос на ньому був встановлений не спереду або ззаду блоку, а збоку — між 5 і 6 циліндром, і приводився в дію від розподілвалу, а не колінвалу, в 1906 році автомобілі Mors першими отримали пневматичний стартер.

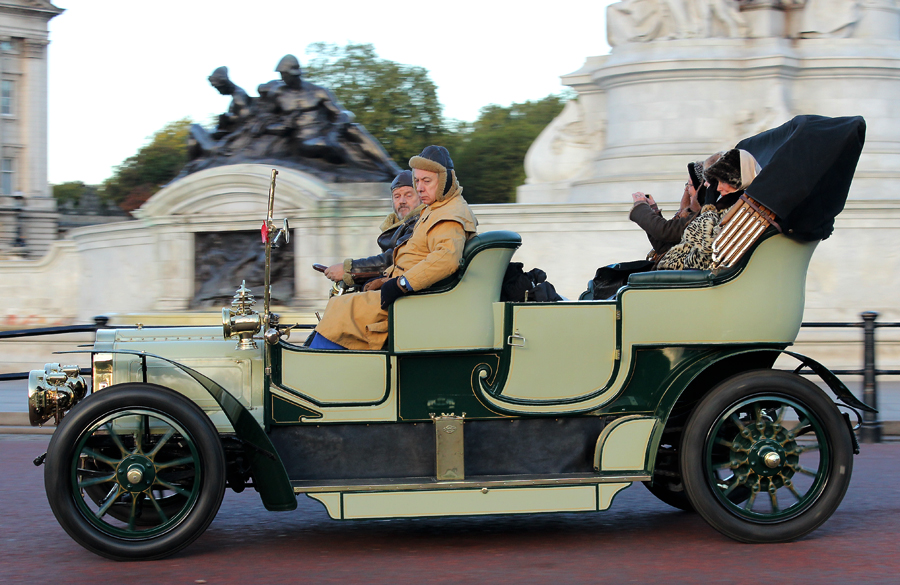
American Mors 24/32HP

У листопаді того ж року в місті Сент-Луїс, що в Міссурі, фірмою St.Louis Car Company підписується угода про ліцензійне виробництво французьких автомобілів, які отримують назву American Mors, у той час європейська техніка, особливо французька, високо цінувалася за океаном. St.Louis Car Company була до того часу досить відомим виробником вагонів та іншої залізничної техніки, що розпочав свою діяльність у 1887 році. Американці вибрали три моделі з чотирициліндровими моторами: 14/28HP (одну з таких машин, оснащену кузовом типу Town Car придбав Томас Едісон, що послужило непоганою рекламою продукції), 24/32HP і 40/52HP, які пропонувалися з п'яти- і семимісними кузовами, що поставлялися місцевим кузовщиком Louis Niebling Carriage and Wagon Manufacturing. Льюїс Ніблін іммігрував до США з Німеччини в 1877 році, а в 1892 році відкрив майстерню з виробництва гужового транспорту, чим займався і в Німеччині. SLCC випускала автомобілі American Mors самостійно, маючи досвід із залізничним транспортом, компанія сама виготовляла компоненти автомобілів, починаючи з рами і кінчаючи двигунами, фірма випускала автомобілі французької конструкції до 1909 року. У 1909 році Джордж Дж. Кобуш, бачачи успіх ліцензійної продукції, в тому числі і серед таксистів, вирішив випускати автомобілі власної конструкції під маркою Standart Six з двигуном, об'ємом 7 л, і верхнім розташуванням клапанів, однак єдина модель 50НР не користувалася таким попитом, як American Mors, і наприкінці 1910 року SLCC припинило їх виробництво. Пізніше (через 12 років) компанія повернулася в автомобільний бізнес, короткочасно випускаючи автомобілі марки Skelton.

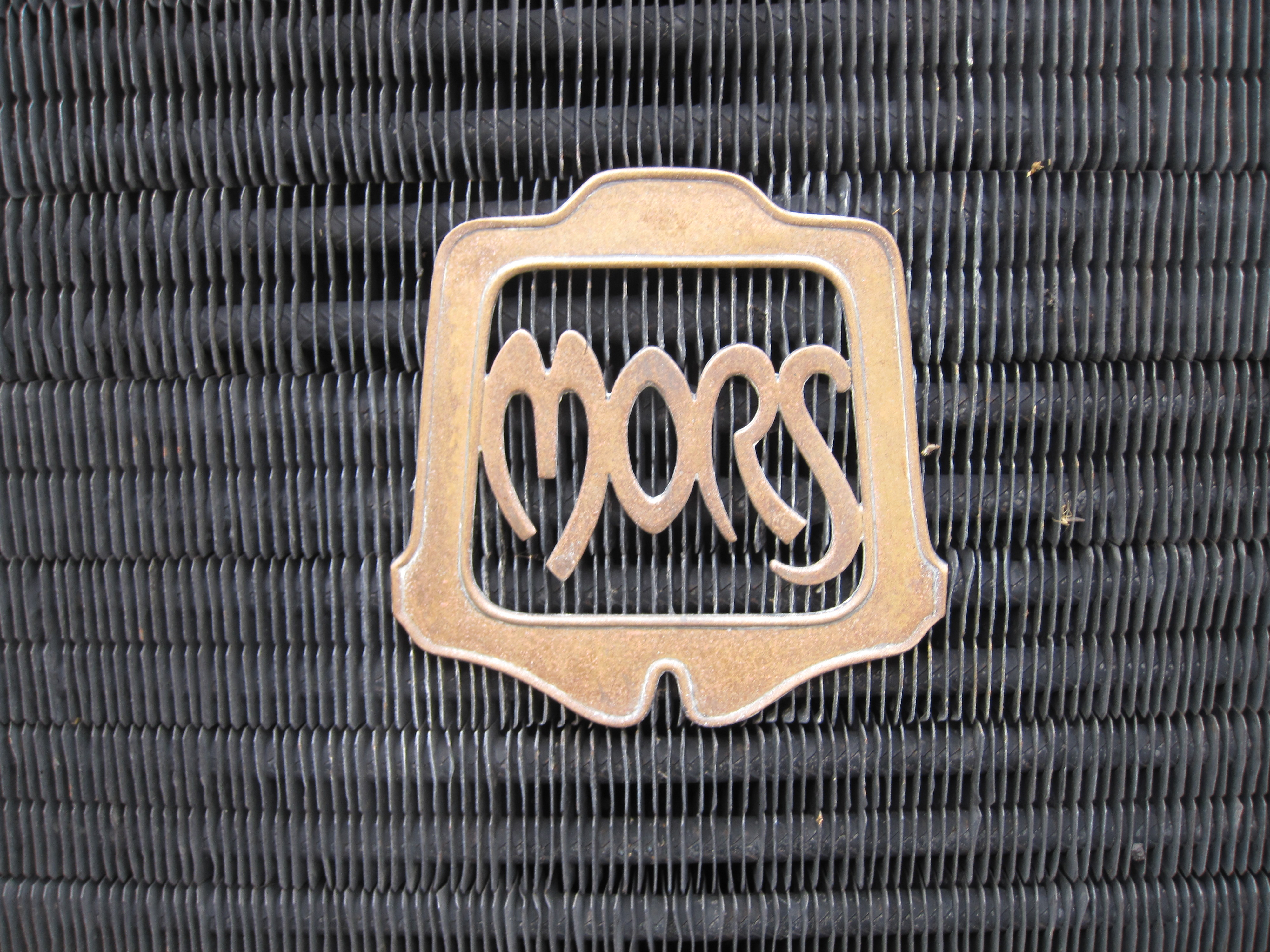
Логотип Mors

У 1906 році французька фірма Mors зіткнулася з ліквідністю своєї автомобільної продукції, ситуація була настільки серйозною, що автомобільне відділення Mors перебувало під загрозою закриття. Щоб уникнути закриття підприємства, в ході реструктуризації електротехнічне та автомобільні підприємства розділилися, автомобільне відділення стало називатися Société Nouvelle d'Automobiles Mors, модельний ряд скоротили до 3 моделей: 17НР, 28НР і 45НР, а щоб автомобільний завод зовсім не закрився, голова правління фірми і банкір Пауль Хаарбляйхер в грудні 1907 року просить свого новоспеченого родича Андре-Гюстава Сітроена, якому було всього 28 років, зайняти посаду голови автомобільної компанії (брат Андре — Гуго одружився з дочкою Хаарбляйхера). У лютому 1908 року Андре Сітроен погоджується з умовою, що він продовжить керувати і своєю компанією Hinstin Freres Citroen & Cie, що випускала шевронні передачі, як комерційний директор Сітроен наймає Жоржа Марі Хаардта, що працював в його власній компанії. Причина критичного стану компанії полягала в тому, що з 1904 року вона практично перестала брати участь у спортивних змаганнях, які були головною рекламною компанією того часу, до того ж автомобілі були дуже дорогими, найдорожчий Ford продавався на 1000 франків дешевше, ніж найдешевший Mors. Сітроен перетрушує модельний ряд, виходячи з потреб клієнтури, а також модернізує сам автомобільний завод, при цьому Сітроен не був ні інженером, ні винахідником, йому приносило задоволення масове виробництво і реалізація продукції.
Його батько — Леві Сітроен був голландським євреєм, який займався в тому числі і алмазним бізнесом. Мати, яку звали Машею Клейман, була родом з Польщі, батько хлопчика привіз її з одного з відряджень до Варшави, а в 1872 році його батьки переїхали з Амстердама до Парижа. Леві Сітроен покінчив із собою, коли Андре було всього шість років, зробивши невдалу операцію в Південній Африці він не придумав нічого кращого, ніж зістрибнути з вікна. Не дивлячись на втрату батька, хлопчик виріс в достатку і отримав гарну освіту, оскільки Маша Сітроен вирішила сама зайнятися алмазами. Отримавши диплом інженера напрочуд всій родині в 1900 році, у віці 22 років Андре йде до Французької армії, оскільки сім'я до того часу отримала французькі паспорти. Відслуживши, він купує патент на виробництво сталевих косозубих шестерень. Одні стверджують, що патент на виробництво цих шестерень Андре купив у свого кузена-«поляка» Броніслава Гольдфедера, що жив в Гловно. Інші факти говорять, що Сітроен купив ліцензію в однієї з російських мануфактур, а офіційна версія фірми Citroёn декларує про покупку дозволу на виробництво сталевих гвинтових шевронів в 1904 році у польського інженера. Символ цих шестерень зберігається вже протягом майже 110 років, тому що емблема ця з'явилася вперше не на автомобілях, які Андре почав масово виробляти в 1919 році, а ще на рекламних проспектах його маленької скромної фірми, з якої він і починав у 1904 році відразу після відставки — Engrenages Citroën. У 1905 році Андре разом із Андре Боа, Жаком Істеном і за допомогою банкіра Пауля Хаарбляйхера відкриє нове підприємство — Hinstin Freres Citroen & Cie, яка стане одним з основних постачальників шестерень, її продукцію можна було зустріти і на автомобілях марки Rolls-Royce, більше того рульове управління «Титаніка» складалося з деталей, доставлених французькою компанією, крім того ці шестерінки за ліцензією випускали і австро-угорська фірма Skoda.
Прапрадід Андре по імені Рулоф починав свій бізнес Амстердамі з торгівлі фруктами, в тому числі екзотичними типу лимона. У 1810 році Нідерланди потрапили під юрисдикцію Франції, за указом Наполеона I всі жителі Нідерландів повинні були обзавестися прізвищами, у тому числі і євреї. Рулоф вирішує взяти як своє прізвище прізвисько, яке йому дали постійні клієнти, — Лімунман («людина-лимон»). Його син Баренда вирішив зайнятися більш прибутковим бізнесом — дорогоцінними каменями, тому вирішує змінити прізвище на Лімунман-Сітрон (Limoenman-Citron), яке пізніше трансформувалося в просто Сітроен, яке вже у Франції обзавелося умлаутом (літерою е з крапками).

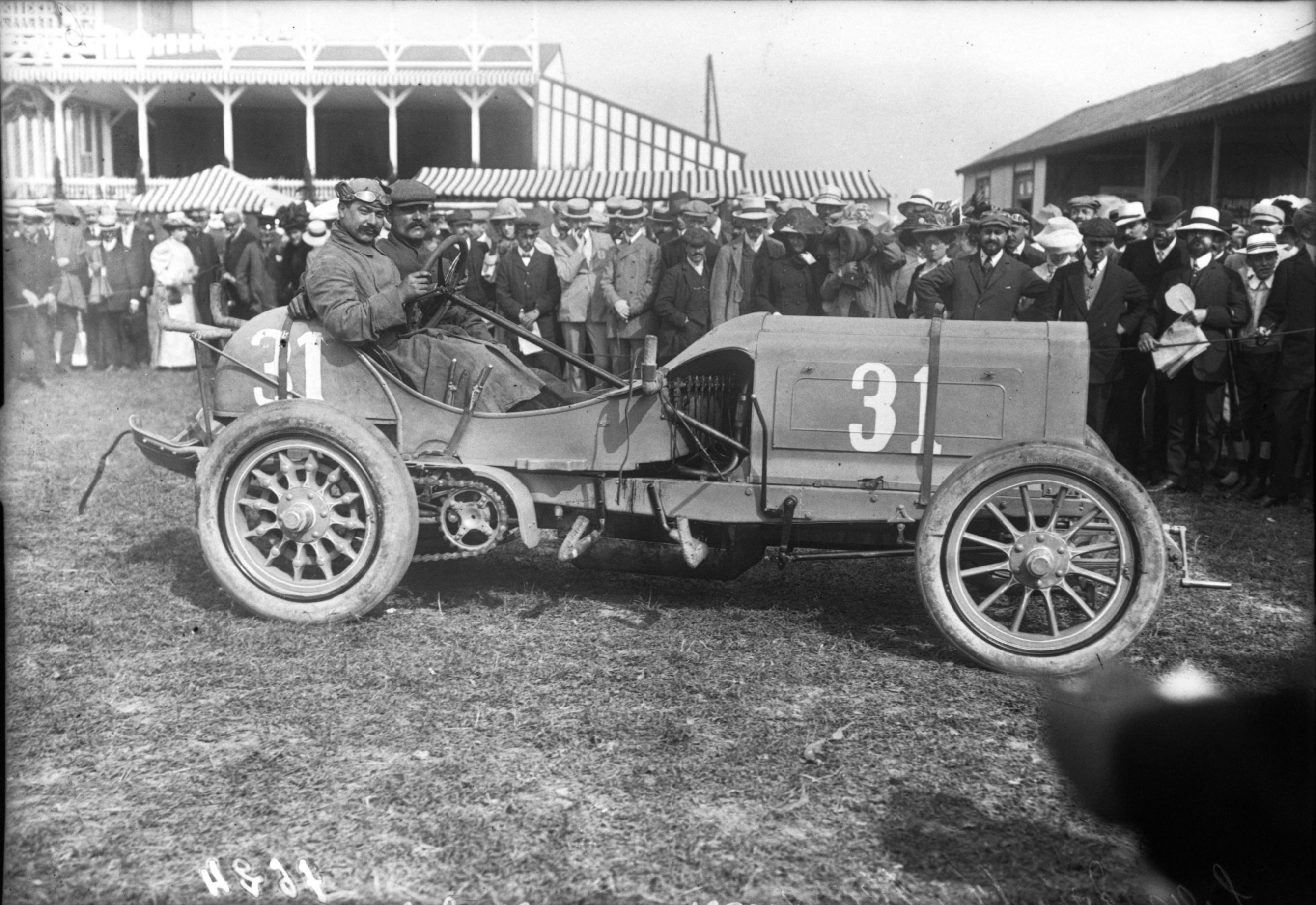
Ландон за кермом 100-сильного гоночного Mors під час Великого Призу 1908 року

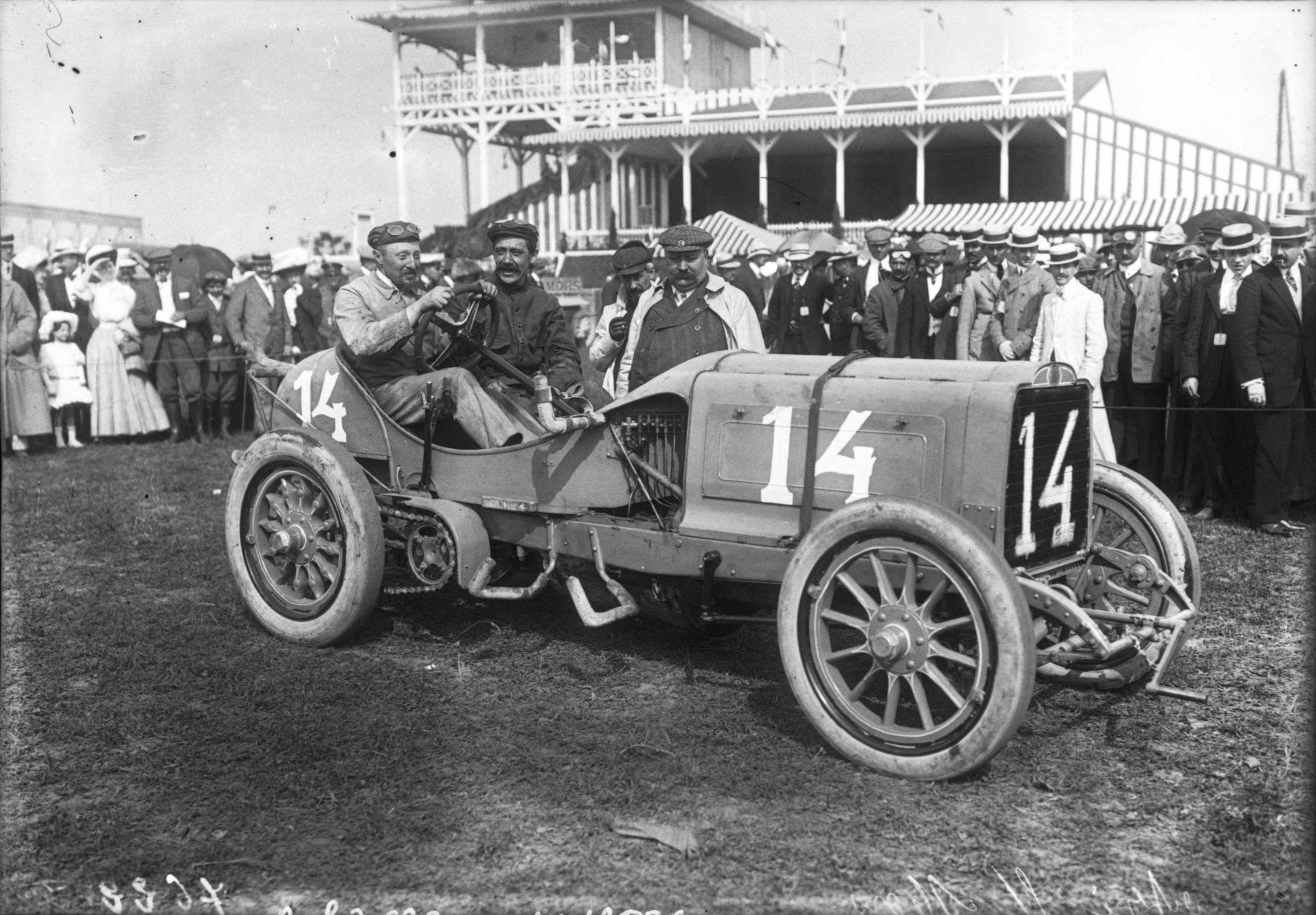
Mors 100HP Grand Prix

У 1908 році фірма робить спробу повернутися у великий спорт, для Гран-прі Автоклубу Франції 1908 року будується 4-циліндровий 12.8 л стосильний автомобіль. На гонки в Дьєпі представляти фірму братів Морів вирушив найдосвідченіший гонщик Каміль Дженатці і Ландон, проте ні той, ні інший не змогли здобути переможних кубків команді, посівши 16 і 17 місця з двадцяти трьох тих, що фінішували. Першим у цих змаганнях прийшов німець Крістіан Фрідріх Лаутеншлагер, що працював з 1899 року механіком на Daimler-Motoren-Gesellschaft, і відповідно брав участь на гоночному Mercedes. Автором 120-сильного 12.4 л двигуна, встановленого на німецькому автомобілі-переможцю, був француз Луї де Грулар. Однак не можна не визнати і майстерність механіка-гонщика Лаутеншлагера, який здобув перемогу і в самих останніх гонках 1914 року, теж на автомобілі марки Mercedes. Лаутеншлагер пропрацював до самої своєї пенсії на фірму Daimler-Benz AG. Ці перегони були цікаві ще й тим, що в них під псевдонімом Сергій Дмитрович виступав один з перших російських гонщиків, що ганяли за кордоном, — Олександр Ветчінін. Представлявши команду фірми Renault, він показав найкращий результат для цієї команди, фінішувавши восьмим, а серед гонщиків, що виступали на французьких автомобілях, він став другим, оскільки краще нього провів гонку тільки Віктор Рігаль на Clément-Bayard, що фінішував четвертим в загальному заліку. Гран-прі 1908 року стали останніми, коли були дозволені автомобілі не лімітованого об'єму, кількома роками раніше ввели тільки обмеження на вагу автомобіля.

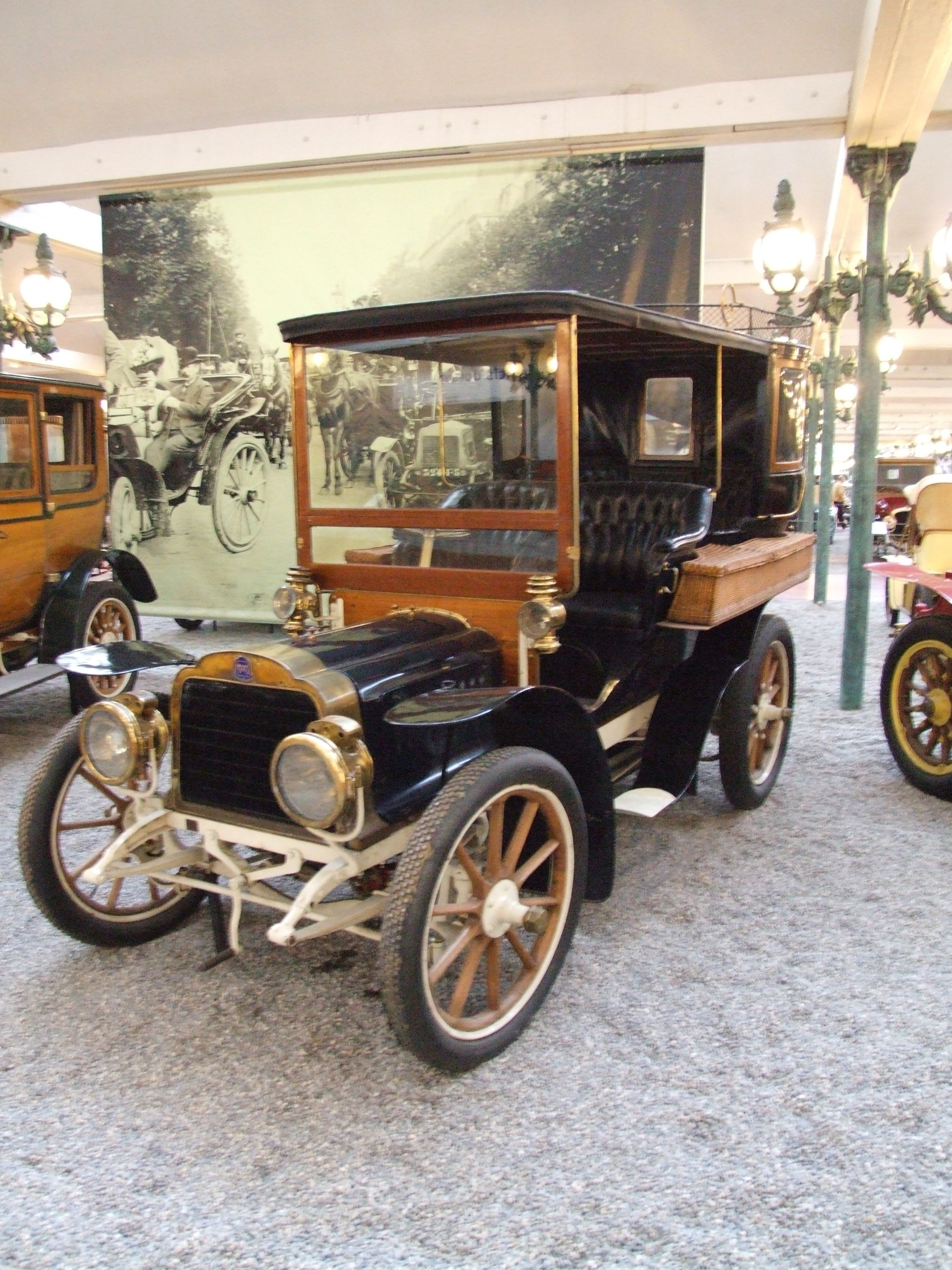
Mors Type N з кузовом типу Tonneau Fermé

Під управлінням Хаардта до 1910 року збут автомобілів виростає з 280 автомобілів за рік (в 1907 році) до 600, а модельний ряд складався з семи моделей. Компанія продовжувала встановлювати на свої потужні моделі ланцюгову передачу, в той час як більш слабкі моделі оснащувалися карданним приводом, старші моделі ще відрізнялися від більш слабких побратимів блоком без знімного картера.
У 1911 Андре Сітроен вирішує почати виробництво автомобілів з 2.5-літровим безклапанним двигуном системи Найта, які вироблялися бельгійською фірмою Minerva. Мотори подібної схеми випускалися і фірмою Panhard et Levassor, вибір на користь Minerva був зроблений завдяки тому, що родич Андре — Денні Сітроен продавав автомобілі марки Minerva в Лондоні.

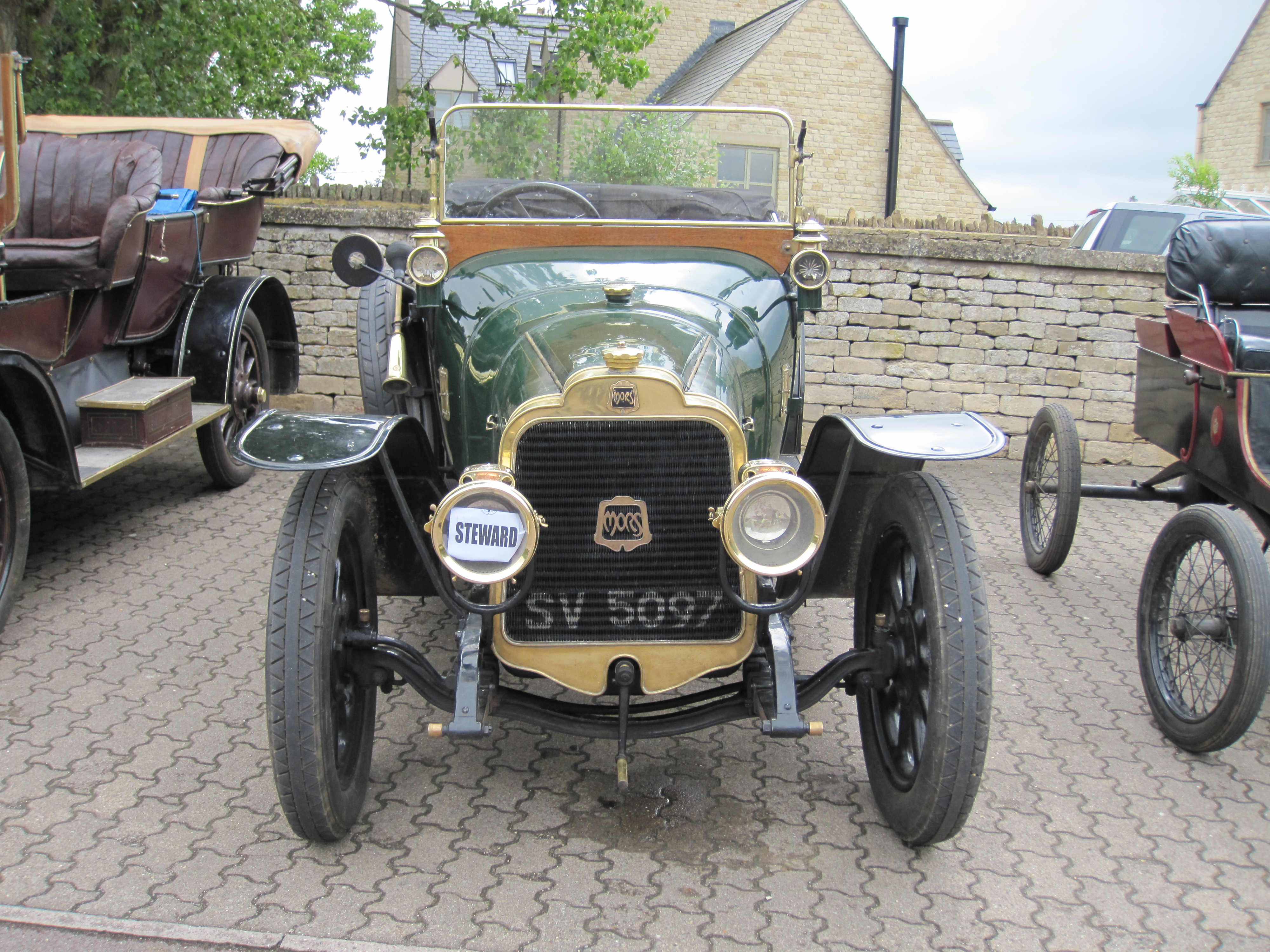
Mors Type NX 12/15HP з клапанним двигуном

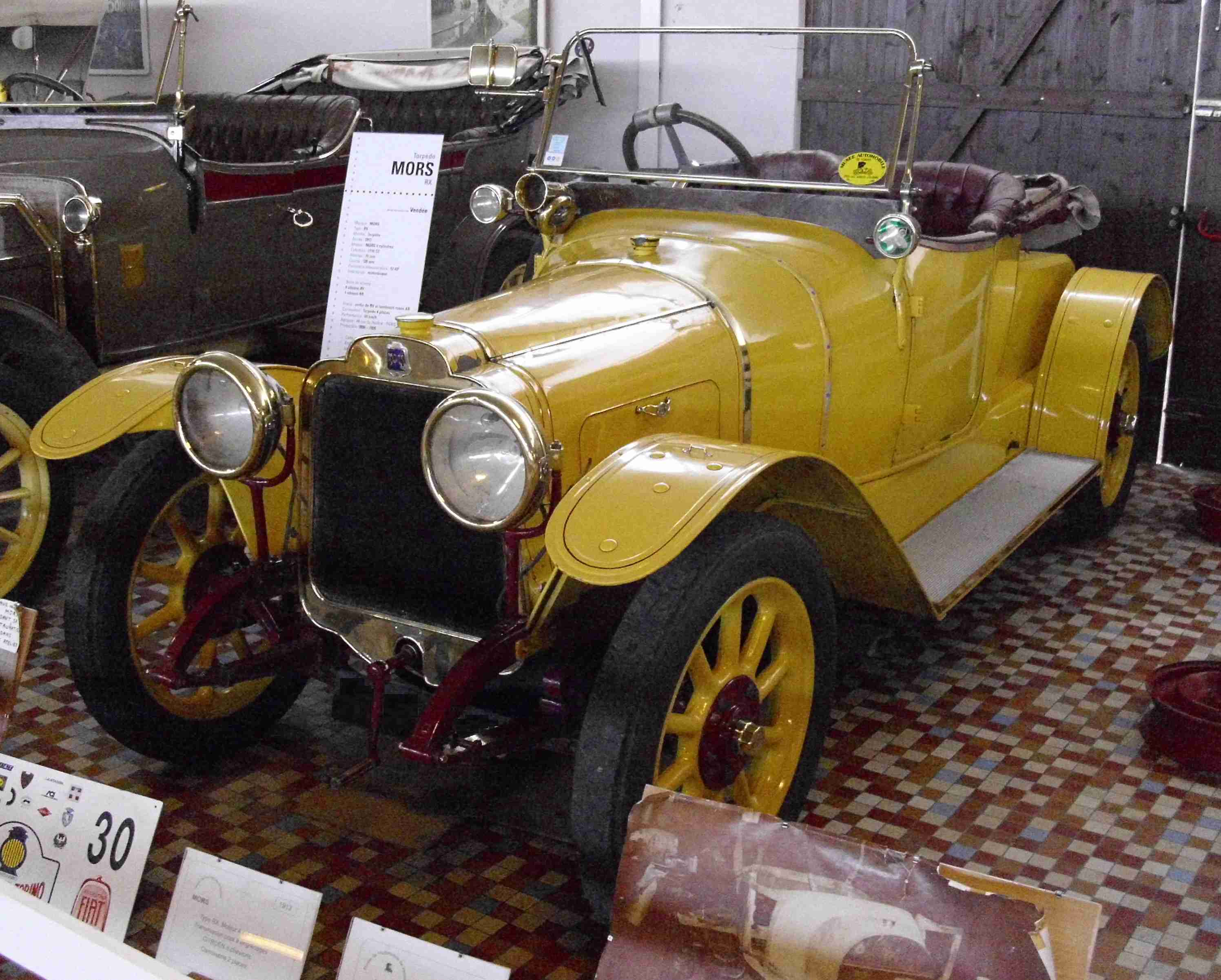
Mors Туре RX 14/20CV Sport 1913 року

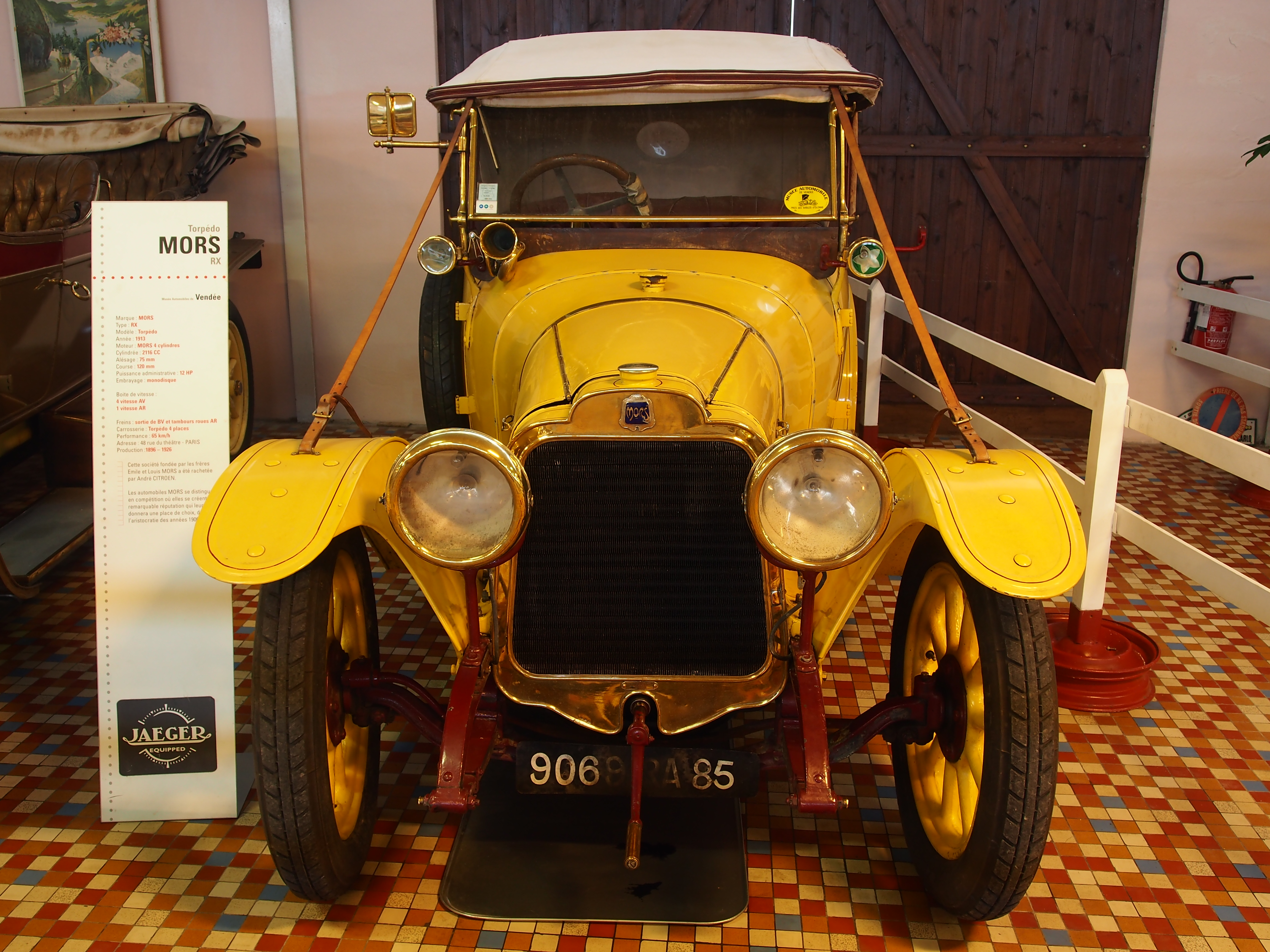
Mors Туре RX 14/20CV

У 1912 році Сітроен в інтересах Mors вперше у житті вирушає в США, де відвідує завод в Дерборні, приналежний Генрі Форду, візит сильно впливає на світогляд Андре, після повернення він першим ділом покращує умови праці робітників, ввівши 5-денний робочий тиждень, який був прийнятий Фордом. Сітроену вдається реструктуризувати борги фірми перед банками, причому допомагав йому зберегти існування фірми вірменський алмазний ділок по імені Атанік Екнаян. До того часу модельний ряд складався з моделей 10/12НР з 2.1 л двигуном, 12/15HP з 2.1 л безклапанним мотором, 14/20НР з 3.3 л під капотом, 20/30НР з 4.4 л і 28/35НР з величезним 7.25 л мотором, крім цих чотирициліндрових моделей був і шестициліндровий 5.1-літровий 20/30НР. Автомобілі цього часу можна було відрізнити по забарвлених радіаторах, в 1914 році вони взагалі змінюють свою форму, ставши звуженими доверху.
У перші роки війни фірма постачала шасі важких моделей для переробки їх в броньовики, однак через кілька років французькі військові перейшли на використання бельгійських шасі від фірми Minerva. У 1917 році помирає Луї Мор, хоч його і вважали жорстким і суворим управлінцем, якого боялися і одночасно поважали працівники фірми, він при всьому цьому був і меценатом, так після його смерті залишився кінотеатр, який досі функціонує. Еміль розумів, що йому не наздогнати конкурентів в сфері автомобілів, тому повністю довіряє Сітроену вести справи автомобільного відділення, той організовує виробництво снарядів і патронів на довірених йому потужностях фірми Mors. Сам Еміль Мор присвячує себе роботі в сфері електротехніки.

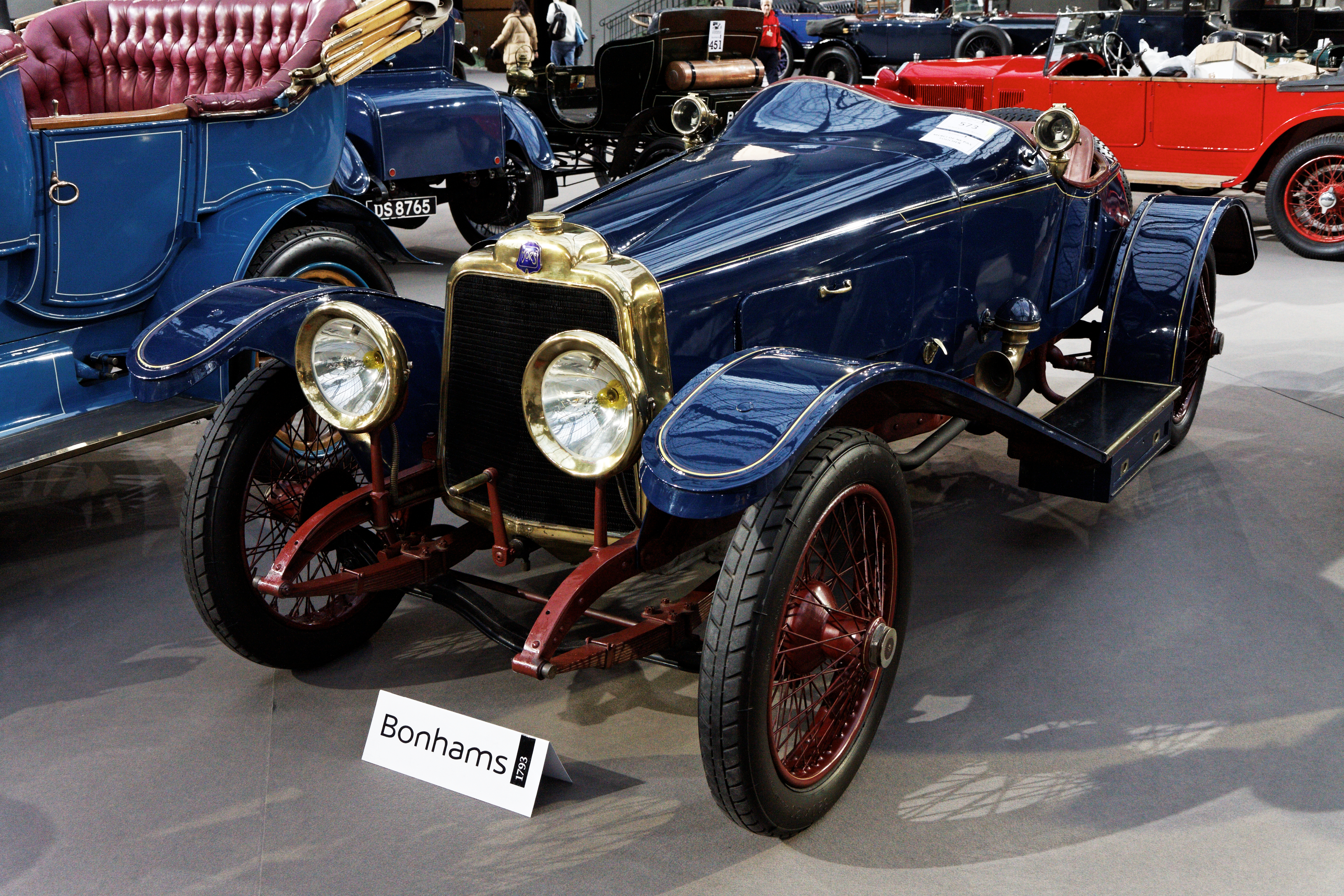
Mors 14/20HP Torpédo 1922 року

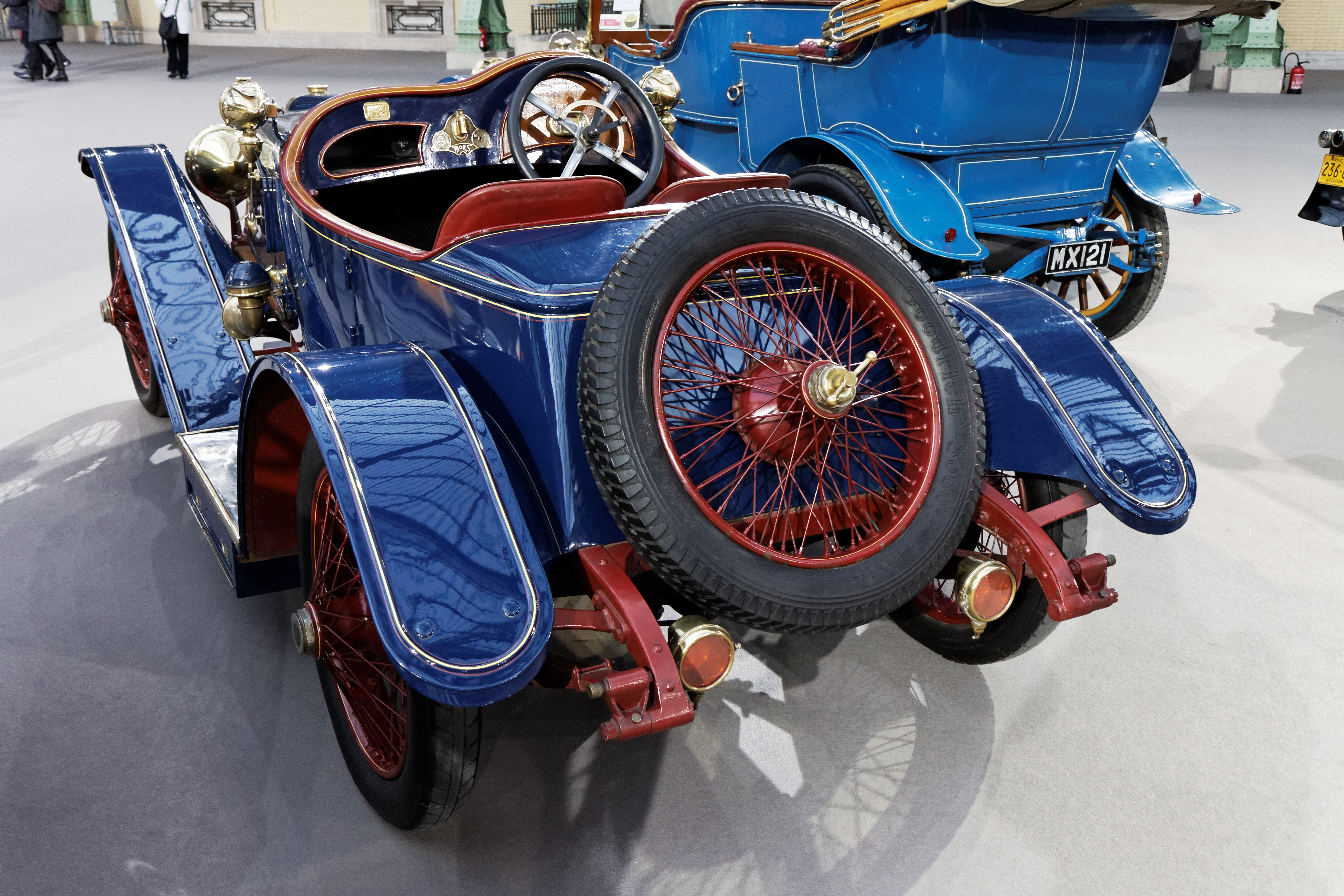
Mors 14/20HP Torpédo 1922 року

Після війни компанія відновлює виробництво моделі 14/20НР, об'єм двигуна у неї залишився колишнім — 2.1 л, тільки розвивав він тепер 30 к.с.. В цей же час Андре Сітроен почав користуватися потужностями компанії для виробництва автомобілів Type A імені себе — Citroën. Незабаром на вулиці Театральній продовжилося і виробництво безклапанної моделі — SSS (Sans Soupapes Silencieuse), радіатор автомобіля нагадував такий від автомобілів марки Bentley, а головною технічною родзинкою, крім 3.6 л мотора системи Найта, який по-колишньому поставлявся бельгійською Minerva, стала наявність гальмівних барабанів на всіх чотирьох колесах.

## Mors у складі компанії Citroën

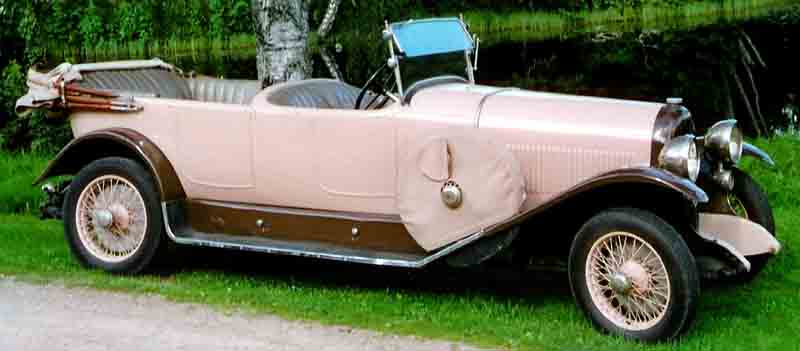
Mors 12/16 Sport Phaeton 1925 року

У 1923 році починається виробництво моделі 12/16НР Sport з 1.8 л мотором, автомобілі цієї марки користувалися скромним попитом і мали імідж люкс-бренду фірми Citroen. У 1925 році Андре Сітроен для розширення виробничих потужностей по виготовленню своїх автомобілів, що користувалися величезним попитом, викуповує автомобільне відділення фірми Mors, тим самим Mors вмирає. За ворота заводу стали сходити виключно легкові автомобілі Citroen, крім того колишній Mors став виробником деталей, які надходили на обидва паризьких заводи фірми Citroën.

## Припинення виробництва автомобілів. Закриття компанії

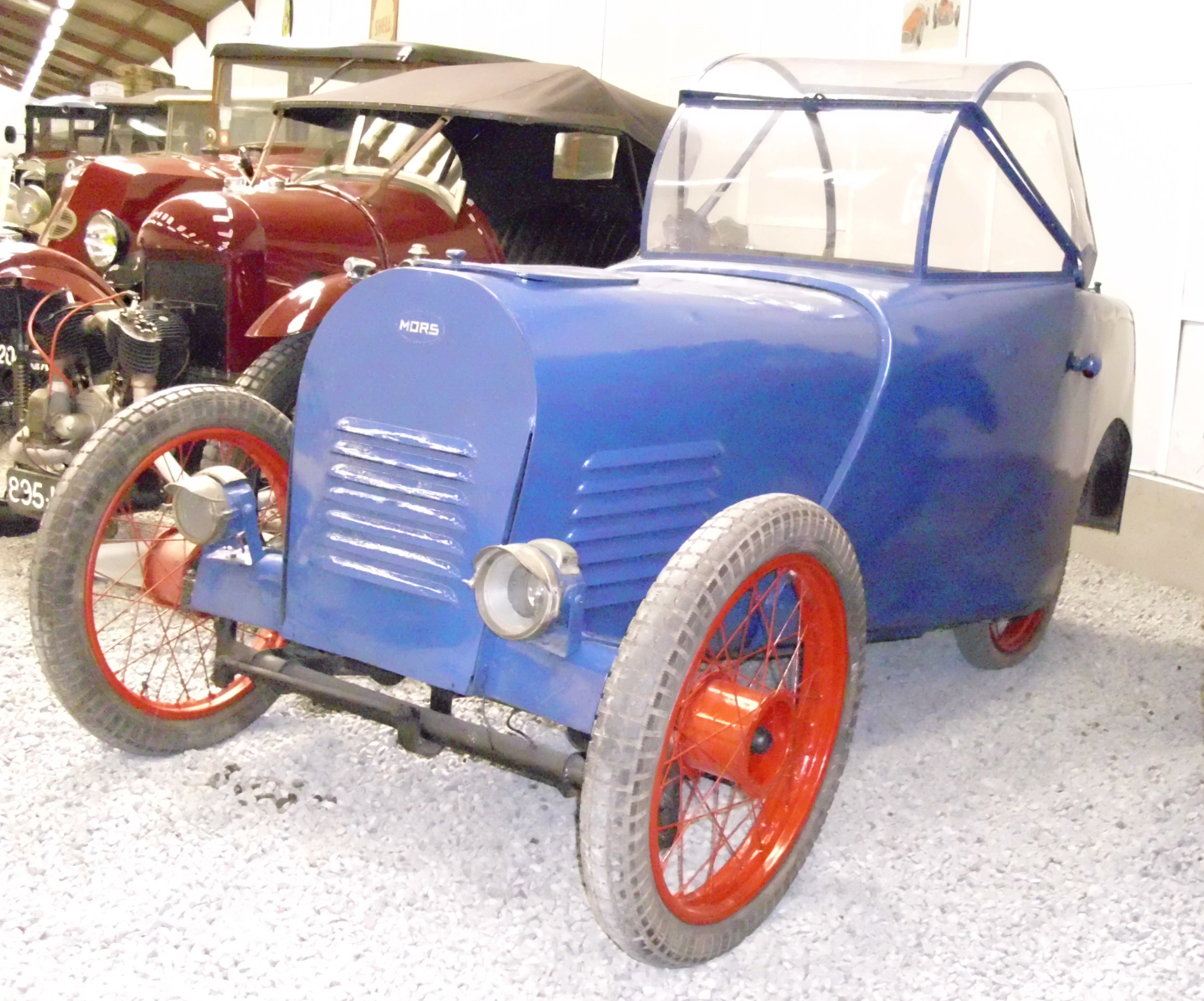
Mors Type D 1940 року

Фірма Société d'Electricité Mors продовжила своє подальше існування, випускаючи кухонні електроприлади та іншу електротехніку. У 1940 році, коли Франція була окупована Німеччиною, з'являється потреба в електромобілях, оскільки нафтопродукти були недоступні простим людям — все йшло на потреби військових. На випуск електромобілів перейшли і такі гранди, як Peugeot з його Voiture Légère de Ville. Фірма, що мала безпосереднє відношення до електрики, теж вирішила спробувати свої сили у виробництві електрокарів. Електромобіль Mors Type D був довжиною всього 2.53 метра, ширина його була метр тридцять, при цьому висота досягала метра й сорока сантиметрів. Колія передніх коліс дорівнювала 110 см, а задня була рівно вдвічі вужчою, силовий елемент кузова складався із зварених між собою трубок, на який помістили 1.2-сильний електромотор власної конструкції. Приводився в дію цей двигун від 24-вольтової батареї, ємністю в 96 Агод, не дивлячись на слабкий моторчик, цей візок був здатний на швидкість до 36 км на годину, що було спритніше, ніж якби людина пересувалася пішки. Батареї вистачало на 60 кілометрів, а витрата енергії становила приблизно 30 А при швидкості в 30 км на годину. Невідомо, скільки автомобілів цієї моделі, сконструйованих інженером Уе де ла Коломбом, було всього побудовано, але, судячи з усього, не дуже багато. Влітку 1942 року німецька влада заборонила виробництво електромобілів на окупованій території, а потім загравання з електровізками було припинено, після звільнення Франції виробництво електромобілів відновили, але цього не зробила фірма Еміля Мора.
У 1951 році SICVAM — дочірнє підприємство електротехнічної фірми Mors починає виробництво моторолера Mors Speed S1C. Цей моторолер ще в 1943 році був сконструйований П'єром Бріссоне, його унікальність полягала в тому, що рама і всі панелі, крім кришки двигуна, на якому знаходилося сидіння водія, були виготовлені з матеріалу «Алпакс» — сплаву алюмінію і кремнію, і названого на честь свого винахідника Аладара Пакса. Другою його родзинкою було те, що його легко можна було розібрати на дві частини, завдяки чому його можна було перевезти на човні або літаку. У 1950 році Бріссон почав виробництво цих моторолерів з 50-кубовим мотором під маркою Speed, а в жовтні 1951 року SICVAM викуповує право на виготовлення та реалізацію цієї конструкції.
Спочатку інженери фірми ставили 98-кубовий двигун замість колишнього, але незабаром він змінюється на 115-кубовий агрегат. У 1952 році помирає останній із засновників фірми — Еміль Мор, але тим не менш фірма продовжила виробництво транспортної техніки, а в 1953 році з'являється ще одна модель моторолера Mors — Paris-Nice. Щоб протистояти натиску італійських ролерів марки Vespa і Lambretta, відомим французьким кузовщиком довоєнної епохи Жаном Анрі Лабурдеттом був створений обтічний гостродзьобий моторолер. Французька відповідь італійцям виявилася і більш потужною, його 125-кубовий мотор, потужністю шість к.с., був куди потужнішим піренейських моторолерів, але за потужність доводилося платити підвищеною витратою, а це сильно впливало на попит, у повоєнній Європі було важко з бензином.
У 1955 році фірма Mors відмовилася від виробництва моторизованої техніки, продавши права на моторолери та виробничі потужності SICVAM фірмі Alcyon, яка випускала мототехніку до середини 80-х років, а зараз займається імпортом китайської продукції. У 60-ті роки компанія Mors, яка займалася тепер тільки побутовою технікою, отримала назву Mors Jean Bouchon, до найменування додалося ім'я нового власника, в 1984 році її в свою чергу викупила GTIE (Générale de Travaux et d'Installations électriques), яка через дванадцять років сама була викуплена більшою компанією, і зараз колишнє підприємство Mors входить до групи Vinci.

## Список автомобілів Mors
- 1896 — Mors 6HP
- 1897 — Mors 5HP
- 1899 — Mors 16HP
  - Mors 4HP
- 1900 — Mors 24/28HP
- 1901 — Mors Type Z
- 1903 — Mors 80/110HP Dauphin
- 1904 — Mors 18HP
  - Mors 24/32HP
  - Mors 14/19HP
- 1906 — Mors 50HP
  - Mors 17HP
  - Mors 28HP
  - Mors 45HP
- 1907 — Mors 20HP
- 1910 — Mors Type N
- 1911 — Mors 12/15HP
- 1912 — Mors 10/12HP
  - Mors 14/20HP
  - Mors 20/30HP
  - Mors 28/35HP
- 1922 — Mors Type SSS
- 1923 — Mors 12/16HP Sport
- 1940 — Mors Type D